# Античные монеты
Античные монеты — в узком смысле древнегреческие и древнеримские монеты, в широком — монеты всех древних народов.

## Периодизация
Первые монеты в Средиземноморье появились то ли в Лидии, то ли в Эгине, то ли в Эолиде в начале VII века до н. э.
Александр Зограф на основании анализа веса монет, их номиналов и типов выделяет следующие основные периоды в истории монетных систем античности:
- архаический период — от возникновения монеты на рубеже VIII и VII веков до битвы при Марафоне (490 год до н. э.),
- классический период — от битвы при Марафоне до завоеваний Александра Македонского (вторая половина IV века до н. э.),
- эллинистический период — от завоеваний Александра до битвы при Акциуме (31 год до н. э.), включая монетную систему Римской республики,
- императорский период — от возникновения принципата до правления Анастасия (491—518 годы) и его реформы монетного дела, которая считается началом формирования собственно византийской монетной системы.

Основная география распространения — Средиземноморье, Причерноморье и Передней Азии, также прилегающие к ним территории Европы, Северной Африки.

## Основные центры монетной чеканки в Европе и Передней Азии

### Древняя Персия

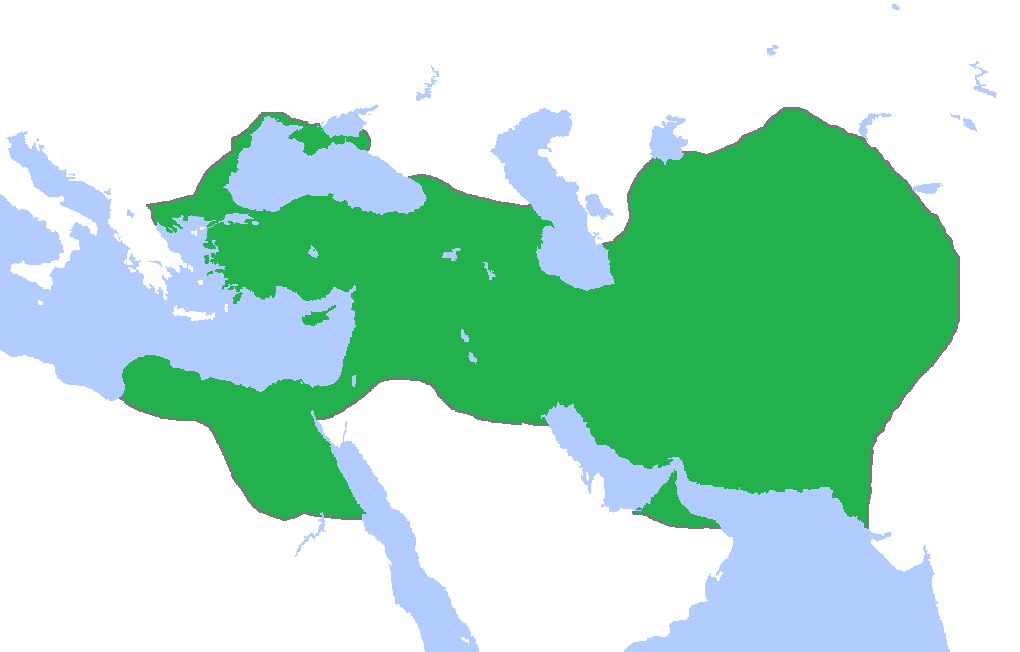
Древняя Персия

Дарики играли роль международных денег. Особенность в том, что они биметаллическая, то есть из сплава золота и серебра. Основные единицы — золотой дарик 8,4 гр, и серебряный сикл 5,6 гр. Выпускать золото мог только царь, а подвластные царю сатрапы и города могли чеканить лишь серебро.

### Древняя Греция

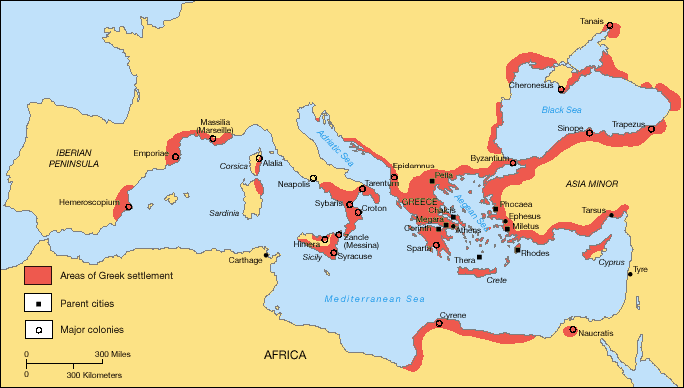
Древняя Греция и её колонии

Как и любая другая античная, денежная система Древней Греции была основана на единицах массы, которые одновременно выполняли функции и весовых, и счётных единиц. Для Греции это были прежде всего талант, мина, драхма, обол, лепта, а также халк, подчинявшиеся следующим базовым соотношениям, но имевшим множество местных отклонений: 1 талант = 60 мин = 3000 статеров = 6000 драхм; 1 статер = 2 драхмы (дидрахма) = 12 оболов = 96 халков. В виде монет чеканились только статеры, драхмы, оболы, халки, их фракции (например, гекта — 1⁄6 статера) и им кратные (например, тетрадрахма — 4 драхмы). Талант и мина были исключительно счётными понятиями.
Талант (др.-греч. τάλαντον, лат. talentum — буквально «вес», «груз») был высшей весовой единицей Древней Греции, заимствованной из Вавилона. Вавилонский талант, который, по одной из версий, первоначально обозначал вес вола, делился на 60 мин, а мина, в свою очередь — на 60 шекелей (сиклей). Из Вавилонии талант был принят в качестве весовой единицы семитскими народностями и получил распространение в бассейне Средиземного моря. Как весовая и счётная единица Греции талант упоминался уже Гомером. Как и вавилонский, он делился на 60 мин, но мина состояла уже из 100 частей — драхм, а драхма — из 6 оболов. Таким образом, 1 талант был равен 60 минам, 6000 драхм, 36 000 оболов.
Слово мина (др.-греч. μνᾶ, лат. mina, mna) происходит от ассиро-вавилонского «мана» — считать; драхма (др.-греч. δραχμή, лат. drachma) — от древнегреческого слова «горсть» или «схваченное рукой». Название восходит ко временам, когда средством денежного обмена были металлические четырёхгранные прутики — оболы (др.-греч. ὀβολός — «вертел»), шесть штук которых, зажатые в горсть, и составляли драхму. В Энциклопедическом словаре Брокгауза и Ефрона приводится другая версия происхождения слова «драхма»: от ассирийского «дараг-мана», что означает «шестидесятая мины», поскольку первоначально драхма могла составлять не 1⁄100, а 1⁄60 мины. В Спарте применялись железные оболы, которые здесь назывались пеланорами.
Необходимо упомнятуть ещё три базовых денежных единицы Древней Греции: статер, халк и лепту. Статер (др.-греч. στατήρ) — «коромысло весов», «весы») — как правило, обозначал двойной (иногда тройной) вес — прежде всего драхмы, то есть был равен 1/50 мины или 2 драхмам. Название халк (др.-греч. χαλκός) происходит от древнегреческого слова χαλκός (медь) или от названия города Халцис, активно торговавшего медью. Лепта (др.-греч. λεπτόν от λεπτός — «без кожуры», то есть тонкий, маленький) — первоначально самая малая единица веса, ставшая затем самой мелкой медной монетой. В Афинах 1 обол был равен 8 халкам, а халк — 7 лептам. Примерно в I веке н. э. 1 халк равнялся уже 2 лептам.
Характерной чертой денежной системы Древней Греции было отсутствие единой монетной стопы и наличие множества стандартов, отличающихся различным содержанием драгоценного металла в монете и/или использованием в качестве базового монетного металла золота или серебра,— Александр Зограф выделяет не менее пятнадцати таких стандартов. Каждый полис, будучи политически автономным, обладал правом чеканки собственной монеты и использовал свои собственные нормы (общее число центров чеканки Древней Греции и её колоний превышает 2000), поэтому можно говорить лишь о наиболее распространённой стопе. Таковой с момента возвышения Афин стала аттическая монетная стопа, которая утвердилась в Афинах в результате законодательства Солона предположительно в начале VI века до н. э., вытеснив эгинскую монетную стопу. Ещё в архаическую эпоху аттическая норма распространилась в Северной Греции, в Киренах (северо-африканское побережье) и на Сицилии. В IV веке до н. э. Филипп II ввёл её в Македонской империи для золотых монет, а Александр Македонский — для серебряных. В итоге аттическая стопа стала господствующей нормой для чеканки монет в Восточном Средиземноморье.

### Древний Рим

#### Римская республика

Римская республика

Монетная система Римской республики характеризовалась господством в денежном обращении:
- слитков практически необработанной бронзы (Aes rude) и слитков бронзы с нанесёнными изображениями (Aes signatum) — примерно до 312 года до н. э.;
- литых бронзовых монет (Aes Grave) — с 312 по 268 год до н. э.;
- полновесных бронзовых (асс и его производные) и серебряных (прежде всего денария) монет — с 268 по 89 год до н. э.

Первыми деньгами Древнего Рима были слитки практически необработанной бронзы (Aes rude), затем — слитки бронзы с изображениями (Aes signatum). Иногда появление первых римских монет связывают с именем царя-реформатора Сервия Туллия (578—535 годы до н. э.), но по мнению автора книги «Монеты Рима» Гарольда Мэттингли, монеты в Риме начали чеканить незадолго до 289 года до н. э., когда был введён институт монетариев, чиновников по делам чеканки, а точнее, около 312 года до н. э. (здесь и далее хронология римской денежной чеканки приводится по Мэттингли). Этими монетами, получившими общее название «тяжёлая бронза» (лат. Aes Grave), были бронзовый асс (лат. ass от лат. aes — медь, бронза или от лат. assula — единица, целое, брусок), а также его производные: семис (1⁄2 асса), триенс (1⁄3), квадранс (1⁄4), секстанс (1⁄6), унция (1⁄12) и др. Первоначально асс весил 1 либру (Ass libralis), но затем его масса неуклонно снижалась: в 289 году до н. э. — до 1⁄2 либры, в 268-м — до 1⁄6, в 217-м — до 1⁄12, наконец, в 89-м — до 1⁄24 либры.
В 268 году до н. э. в дополнение к медным (бронзовым) монетам Рим начал чеканить серебряные денарии, весившие 4 скрупула (4,55 г). Исходя из установившегося к тому времени соотношения цен на медь и серебро (120:1), 1 денарий был приравнен к 10 ассам.
В 217 году до н. э. одновременно со снижением веса асса до 1⁄12 либры Рим девальвировал денарий — до 3½ скрупула. В результате его стоимость была приравнена к 16 ассам, и это соотношение (1:16) сохранилось до реформ Августа. Чуть позже (в 209 году до н. э.) в обращение были впервые, но ненадолго выпущены золотые монеты весом 6, 3, 2 и 1 скрупул.
Последняя денежная реформа Римской республики была проведена в 89 году до н. э. в соответствии с законом Плавия Папирия. Снизив вес асса до 1⁄24 либры, но сохранив неизменным вес серебряных монет, а также отношение денария к ассу (1:16), Рим по сути превратил медные монеты в кредитные деньги.

#### Римская империя

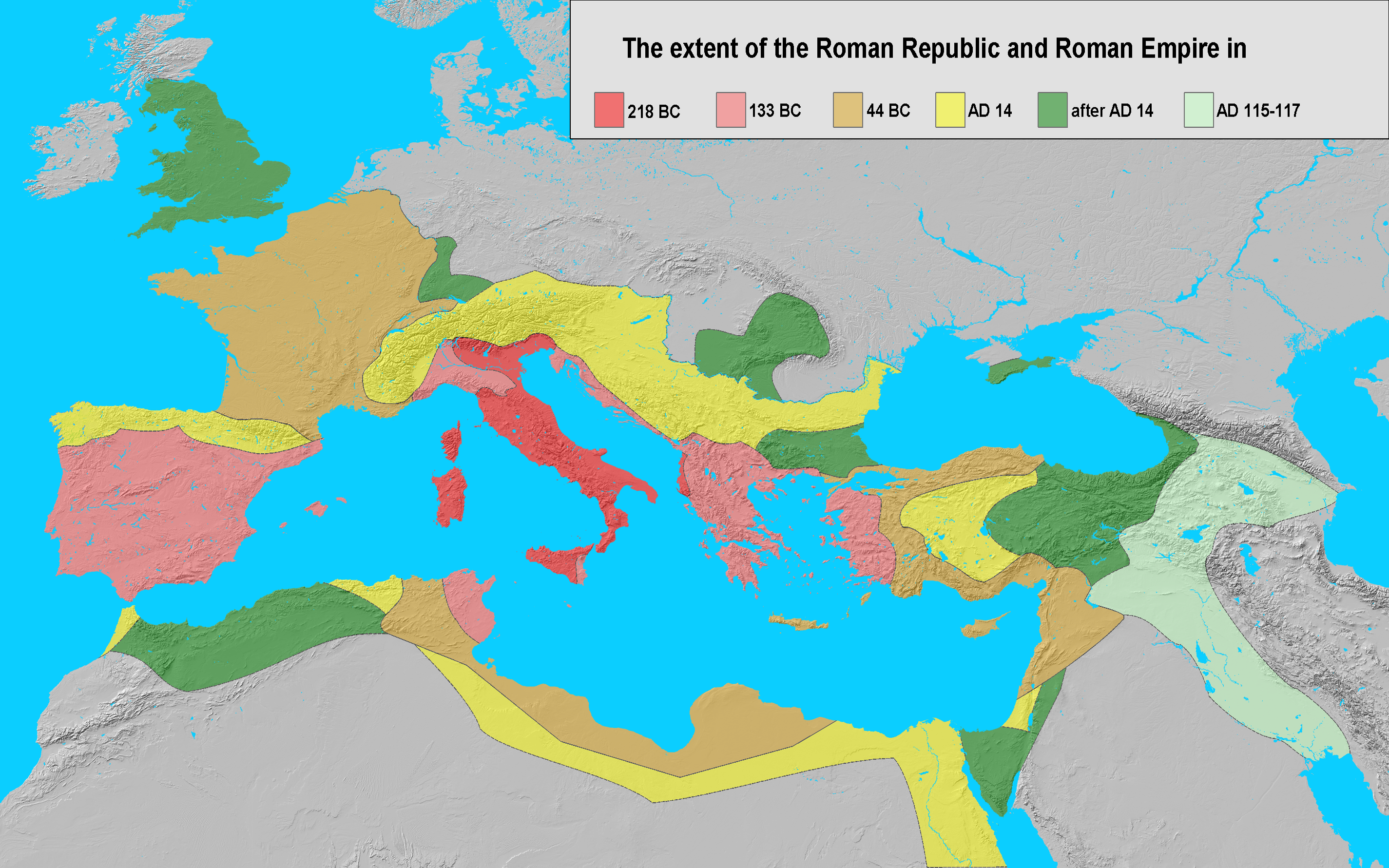
Римская империя

Существенные изменения в монетной системе происходят при Октавиане Августе (27 г. до н. э. — 14 год н. э.), когда начинает систематически чеканиться золотой ауреус, приравненный к 25 денариям. В это же время осуществляется пересмотр системы медных номиналов: сестерций (4 асса) и дупондий (2 асса) чеканятся из аурихалка, а асс и квадранс — из бронзы. Таким образом, римская монетная система приобретает следующий вид:
1 ауреус = 25 денарев = 100 сестерциев = 400 ассов = 1600 квадрансов.
Со времени императора Нерона в связи с ухудшением экономической ситуации началась порча монеты — вес и проба ауреуса и денария стали негласно снижаться. Это подорвало доверие населения к денежной системе. Император Каракалла попытался исправить ситуацию, введя в обращение серебряный антониниан, равный при обмене 2 денариям, но и эта мера дала лишь временный эффект: к концу III века формально серебряные монеты стали чеканиться практически из меди, иногда лишь сверху покрытой серебром. Золотая чеканка находилась в столь же плачевном положении.
Улучшения ситуации добился только император Константин I Великий, который начал выпуск высокопробного золотого солида весом 4,55 грамм (1/72 фунта золота) и ввёл новый стандарт для серебряной чеканки, привязав стоимость серебряных монет к стоимости фунта золота: серебряный милиарисий стоил 1/1000 фунта золота, а силиква — 1/1728 фунта золота.
После гибели Западной Римской Империи эта система была унаследована Византией.

### Греческие колонии,эллинистические государстваиримские провинции

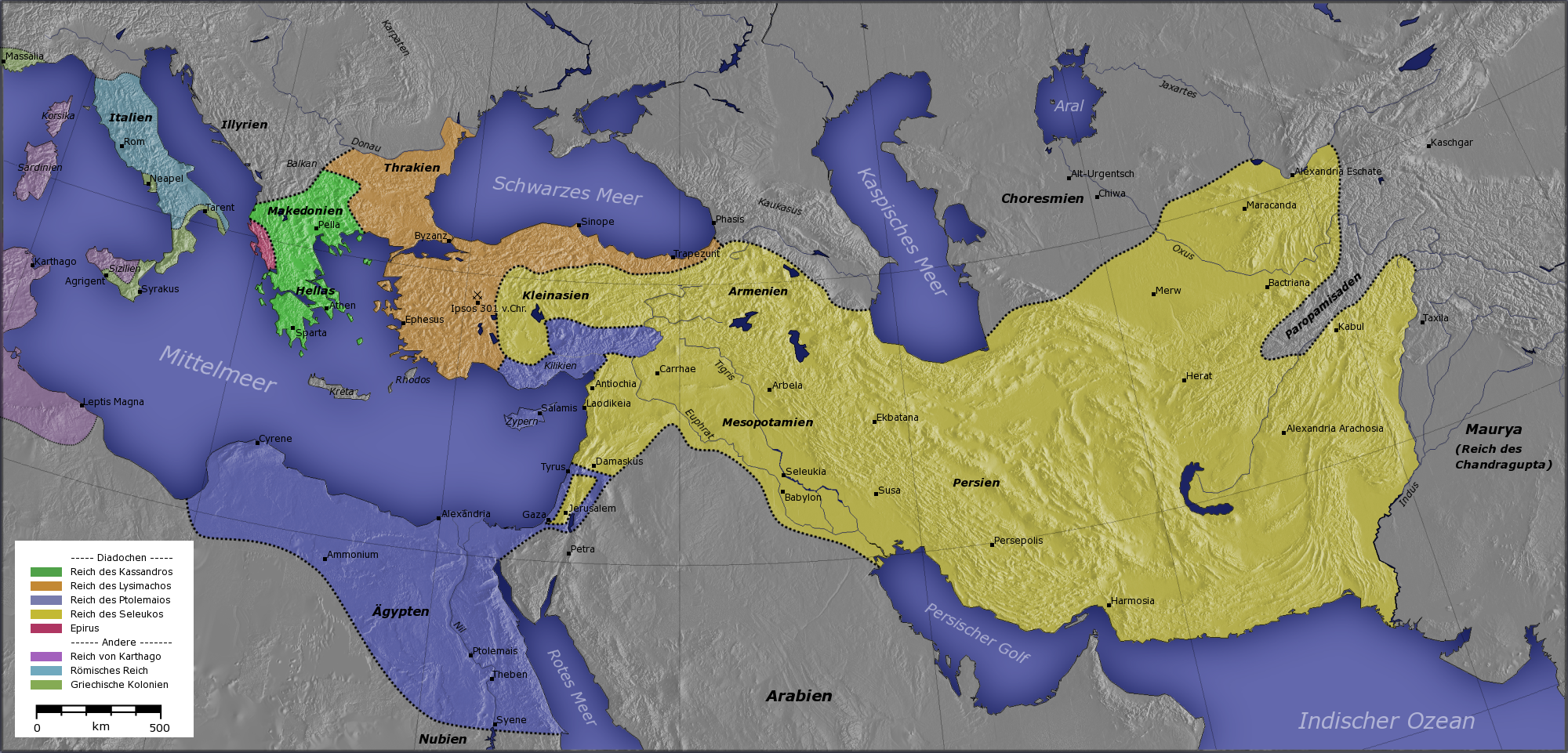
Империя Александра Македонского

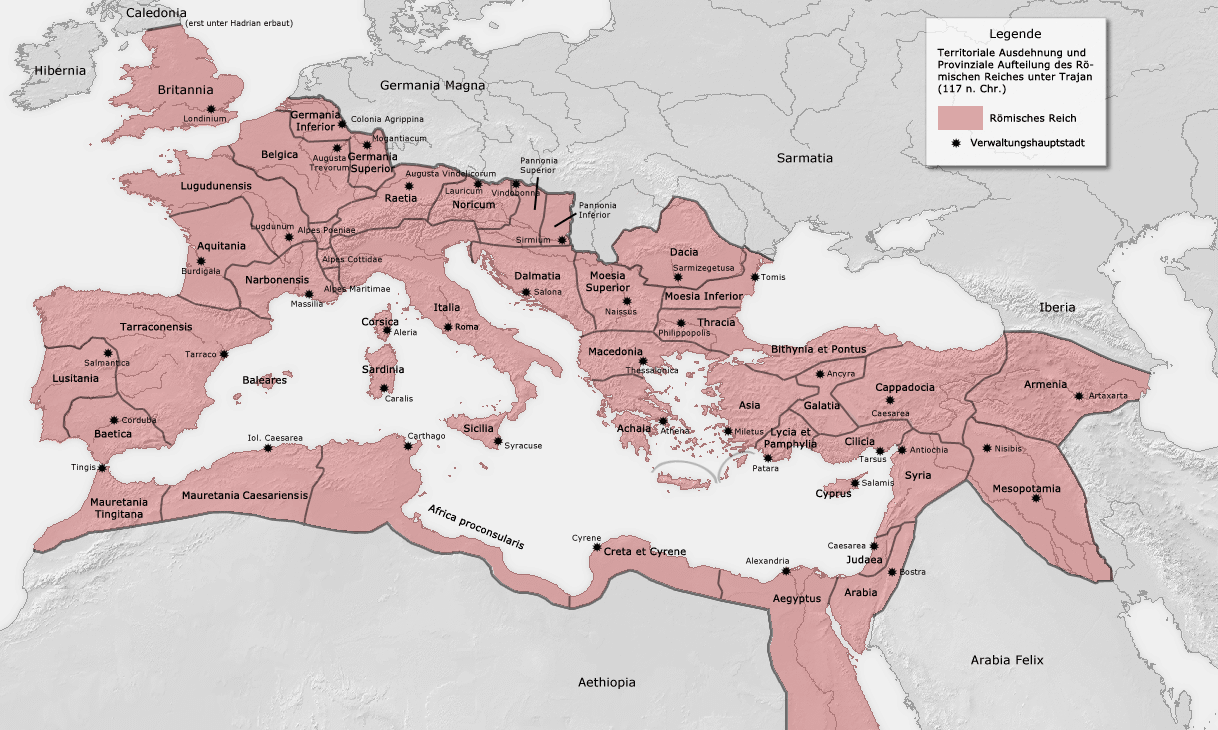
Провинции Рима при Траяне

Процесс унификации денежных систем Рима и его провинций происходил на протяжении всего периода римских завоеваний. Если не римляне, то сами провинции корректировали вес своих монет, чтобы приблизить их к стандартам Рима. Долгое время Рим очень осторожно относился к навязыванию покорённым территориям своих монетных стандартов. Даже те монеты, которые выпускались в центре, но специально для обращения в провинциях, чеканились с местным внешним видом и по местной монетной стопе.
Основной задачей при этом являлось поддержание устойчивых соотношений между ключевыми провинциальными монетами, которые, как правило, являлись кратными или фракциями драхмы или статера, и основной римской денежной единицей — денарием. Последний был сначала несколько тяжелее, а потом несколько легче драхмы (точнее, тяжелее одних драхм и легче других), но обычно к ней приравнивался с некоторыми оговорками, вытекающими из множественности стандартов древнегреческой монетной чеканки. Так, например, более тяжёлая тетрадрахма (4 драхмы), чеканившаяся в сирийской Антиохии, приравнивалась к четырём денариям, более лёгкие малоазиатские кистофорные тетрадрахмы и финикийские дистатеры — к трём, по сути биллонная тетрадрахма Птолемеев (александринер) — к одному денарию.
Во II веке н. э. слова «денарий» и «драхма» по сути стали синонимами, представляя одну денежную единицу, которая на Западе называлась denarius (денарий), а на Востоке — δραχμή (драхма).
Сестерций и монеты более низкого достоинства предназначались для обращения прежде всего в метрополии, в провинции они проникали редко и случайно. Задача снабжать их внутренние рынки мелкой разменной монетой ложилась на местные монетные дворы.

#### Израиль и Иудея
|                                                                                 |  |
| Современный шекель (сикль), чей реверс повторяет одну из монет типа Иехуд       |  |
|                                                                                 |  |
| Современная агора (гера), на реверсе которой изображена прута Антигона II       |  |
|                                                                                 |  |
| Сикль (шекель) и полсикля (полшекеля) первой иудейской войны (66—71 годы н. э.) |  |

Долгое время для еврейского народа сикль (шекель) был исключительно названием монет соседних государств (например, тирских статеров или птолемеевских тетрадрахм), а также счётной денежной единицей, используемой, например, для расчёта важного храмового (священного) налога. Сформировавшаяся к началу I века н. э. система мер и весов Иудеи, иногда называемая талмудической, исходила из следующих основных соотношений: 1 талант (киккар) = 60 мин = 1500 священных (библейских, тяжёлых, двойных) сиклей (шекелей) = 3000 простых (лёгких, половинных) сиклей (шекелей). Все перечисленные единицы были исключительно счётными понятиями.
Возможно, первой чеканкой собственных серебряных монет является начатый в IV веке до н. э. (в это время Иудея находилась под властью персидской империи Ахеменидов) выпуск подражаний драхмам и оболам в Газе, Ашдоде, Ашкелоне, Тире и Сидоне. Их характерная особенность — арамейская надпись Иехуд (יהד), то есть Иудея. Однако нельзя сделать однозначного вывода о том, был ли выпуск этих монет специальной чеканкой центральной власти для подконтрольных провинций (вполне распространённая практика монетного дела античности), или местные власти получили собственную монетную регалию.
Безусловно самостоятельная чеканка монет началась в древней Иудее вскоре после воцарения Симона, первого представителя Хасманейской династии (середина II века до н. э.). Это событие нашло отражение в тексте Первой книги Маккавейской.
Чеканка «своей монеты», которая получила название «прута» (или «перута»), началась около 140 года до н. э. и с небольшими перерывами продолжалась до 95—96 года н. э. (более точная датировка невозможна, поскольку год выпуска на монетах этого типа, за редкими исключениями, не проставлялся). Медные пруты, чей вес изначально базировался на древнегреческих стандартах (приравнивались к халку Селевкидов), но затем стал тяготеть к стандартам древнеримским, выпускали практически все цари династии Хасмонеев, представители династии Иродиадов, римские префекты и прокураторы.
Однако наиболее значимыми для евреев были сикли (шекели): счётный лёгкий сикль был эквивалентен дидрахме (статеру финикийского стандарта), тяжёлый — тетрадрахме (финикийскому дистатеру). Их место в денежной системе Иудеи объясняется регламентом уплаты местного священного налога, который со времён исхода евреев из Египта (Исх. 30:11—16) взимался со всего взрослого населения на нужды Иерусалимского храма и которому посвящён трактат Шкалим (Шекалим), являющийся частью Талмуда. Этим объясняется значение первого самостоятельного выпуска собственных иудейских серебряных сиклей (шекелей) в ходе первого иудейского восстания 66—71 годов. Второй и последний выпуск был произведён во время восстания Бар-Кохбы (132—135 годы н. э.).

### Парфянское царство и Империя Сасанидов

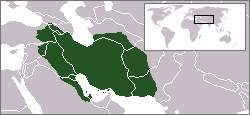
Парфянское царство

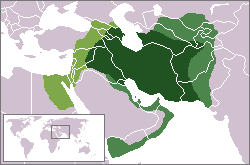
Империя Сасанидов

### Византийская империя

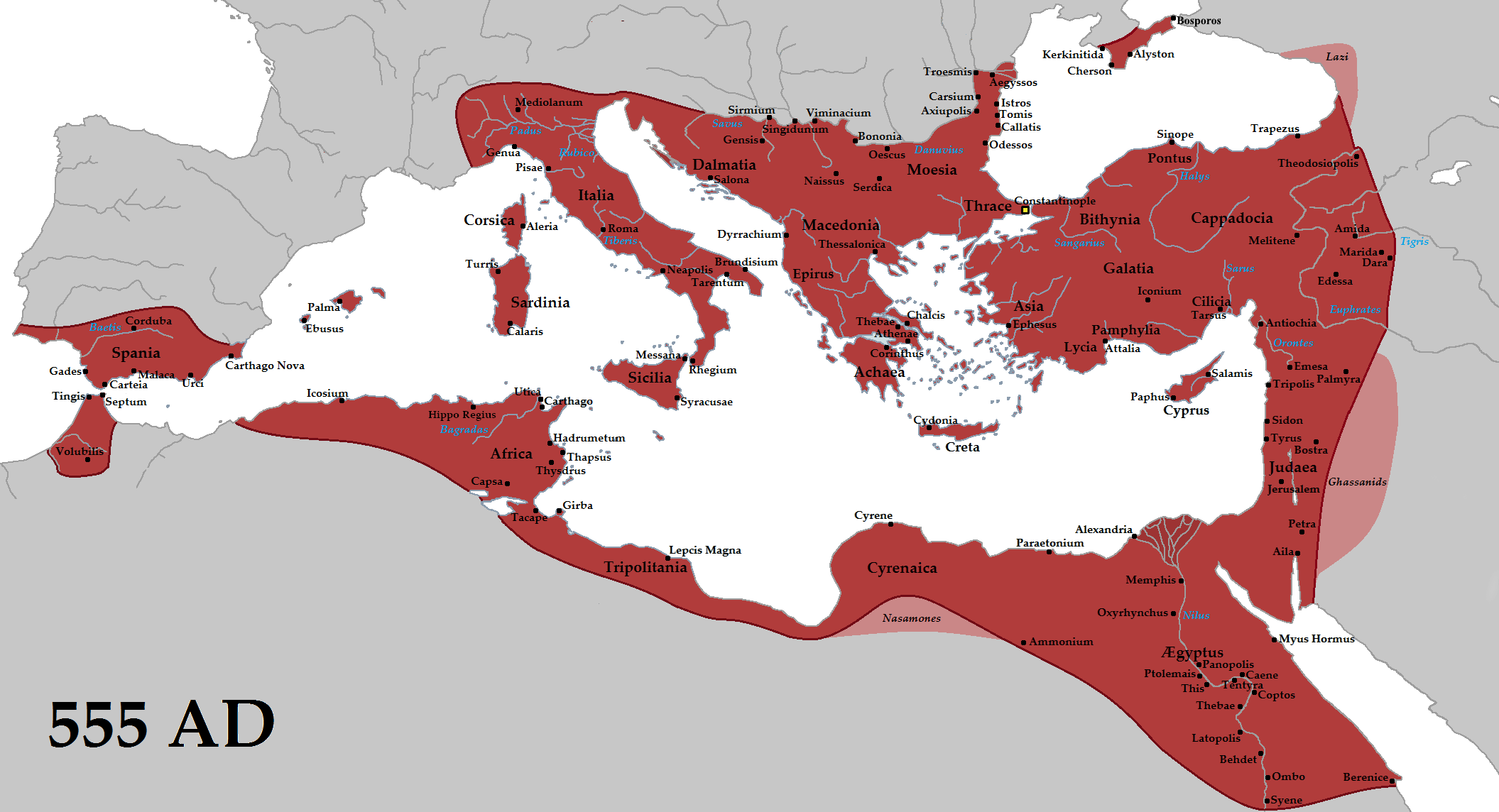
Византийская империя

Монетная система Византии поначалу продолжала традиции поздней Римской империи, однако после реформы Анастасия (491—518 годы) приобрела специфические черты. Одной из основных особенностей было господство золотых и бронзовых (иногда посеребрённых) монет при незначительном использовании серебряных. Несмотря на многие специфические черты, основными торговыми монетами Византии остались появившиеся ещё в Римской империи золотой солид и серебряный милиарисий. Солид сохранил значение стандартной монеты почти до падения Константинополя в 1453 году, хотя в последнее столетие существования империи золото как монетный металл уже почти не использовалось. Значение милиарисия ограничивалось IX—XI веками.

### Варварские королевстваиАрабский халифат

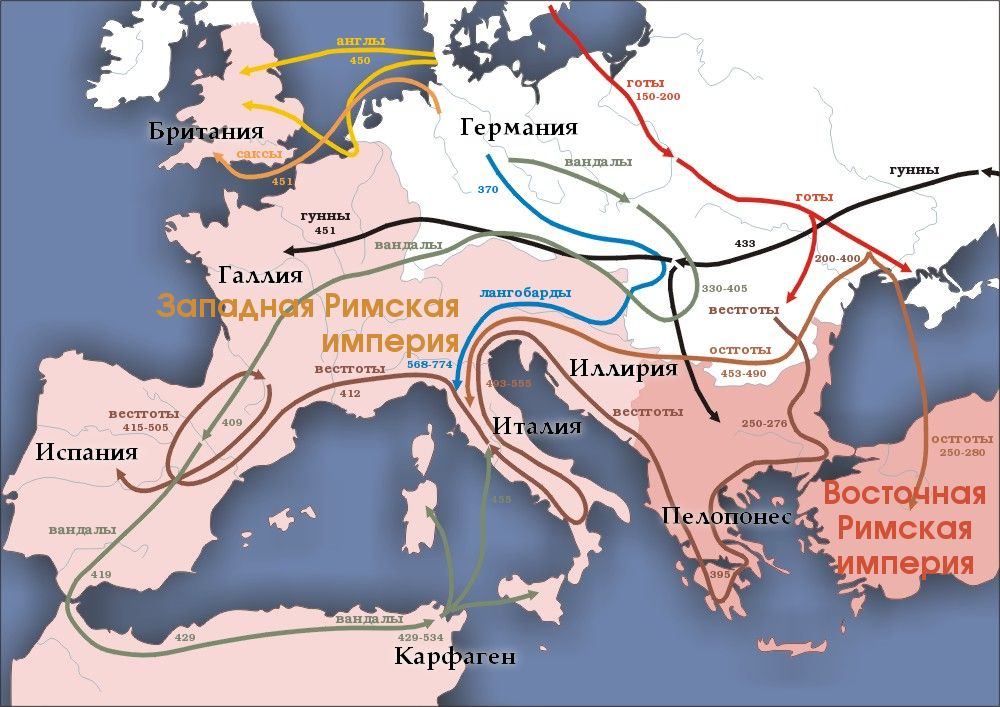
Варварские завоевания

Хотя история раннефеодальных государств германских племён в исторической литературе относится уже к Средневековью, с нумизматической точки зрения их монеты являются преемниками античных монет. Первые монеты государств, возникавших и исчезавших в результате Великого переселения народов (IV—VII века), или шире — народов, не испытавших непосредственного греческого или греко-римского культурного влияния, носят в нумизматической литературе название «варварские подражания». Это, как правило, очень несовершенные по техническому исполнению, с грубыми ошибками, копии древнегреческих, древнеримских и византийских монет. Ключевыми «варварскими» монетами были золотой шиллинг и серебряный денарий (денье, данаро или денаро, динеро, динейро или диньейро, динар). Первый — это германизированное название солида, который и стал прообразом шиллинга, второй — местное наименование серебряной силиквы, чья стоимость выражалась в счётных денариях. И те, и другие чеканились со времён Меровингов (481—751), но имели лишь локальное, местное значение.

Арабский халифат

Как и чеканка варварских королевств Европы, монетная система Арабского халифата хронологически относится к Средневековью, однако основные типы арабских монет близки к античным. Эта монетная система сформировалась на базе денежных систем двух сначала соседних, а потом завоёванных империй — Византийской и Сасанидской. В первой основной монетой был золотой солид, во второй — серебряная драхма, которая примерно соответствовала древнегреческой драхме и позднему республиканскому денарию. Эти две почти равные по весу (чуть больше 4 граммов), но изготовленные из разных металлов монеты получили у арабов локальные наименования (солид стал динаром, золотым денарием, а драхма — дирхемом) и послужили прообразами для собственных монет халифата (собственный дирхем начали чеканить между 692 и 696 годами, динар — в 696 году). Динар и дирхем упоминаются в Коране, что стало дополнительным фактором широкого распространения этих монет в мусульманском мире. В Европе в подражание динару в XI—XIII веках чеканились испанские и португальские мараведи и испанские доблы.

## Список античных монет счётных денежных единиц

### Древнегреческие монеты

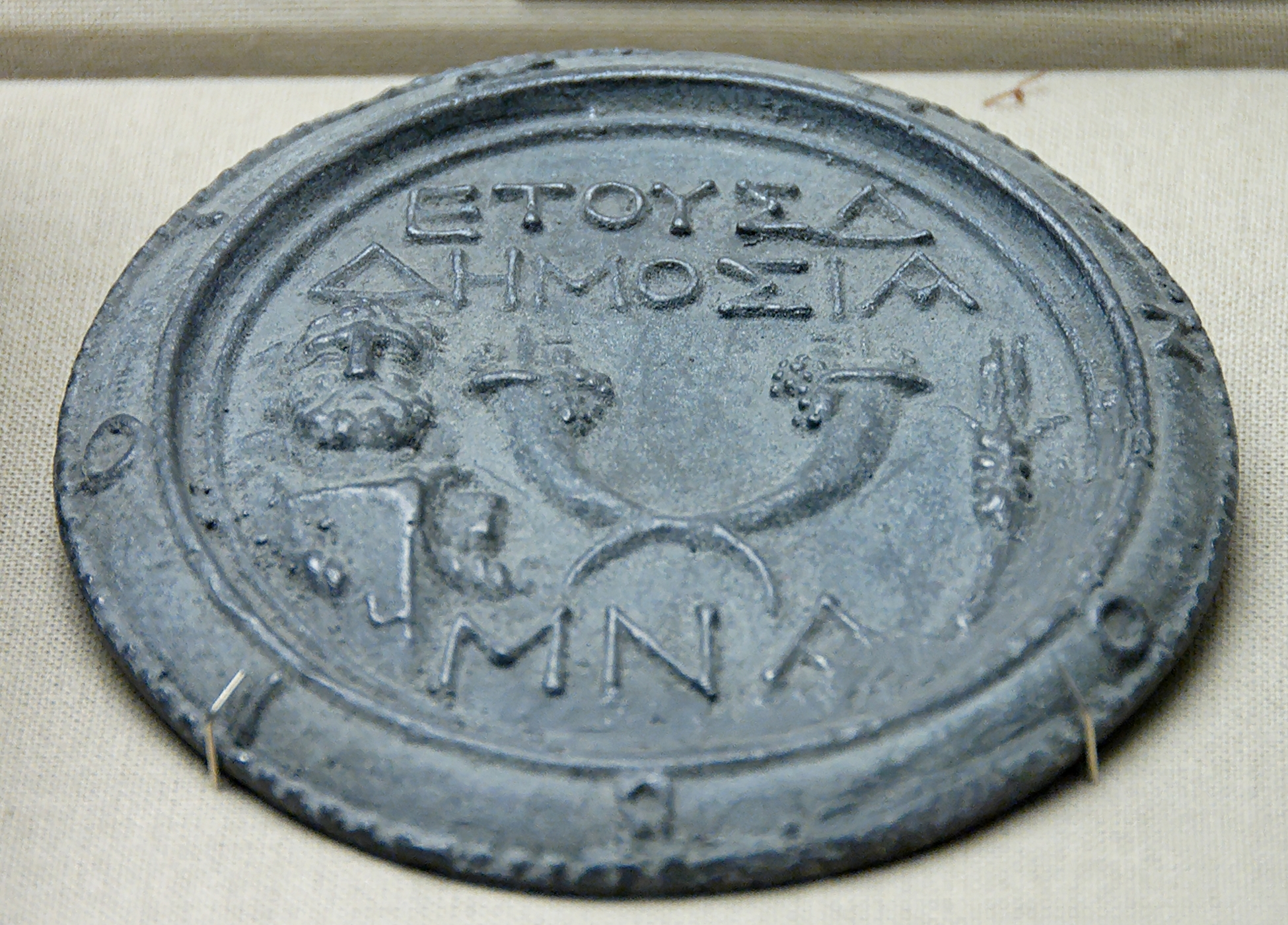
Греческая мина II или I века до н. э.

- Талант — счётная денежная единица
- Мина — счётная денежная единица
- Статер и его фракции:
Гекта (1/6)
- Драхма и её производные:
Тетрадрахма (4)
Дидрахма (2)
- Обол и его производные:
Пентобол (5)
Тетраобол (4)
Триобол (3)
Диобол (2)
Тригемиобол (1 1/2)
- Халк и его производные:
Дихалк (2)
Гемихалк (1/2)
- Лепта её производные:
Дилептон (2)
Трилептон (3)

### Персидские монеты
- Дарик (золотой статер)
- Сиглос (сикль, серебряный статер)

### Древнеримские монеты

#### Ранние формы денегДревнего Рима

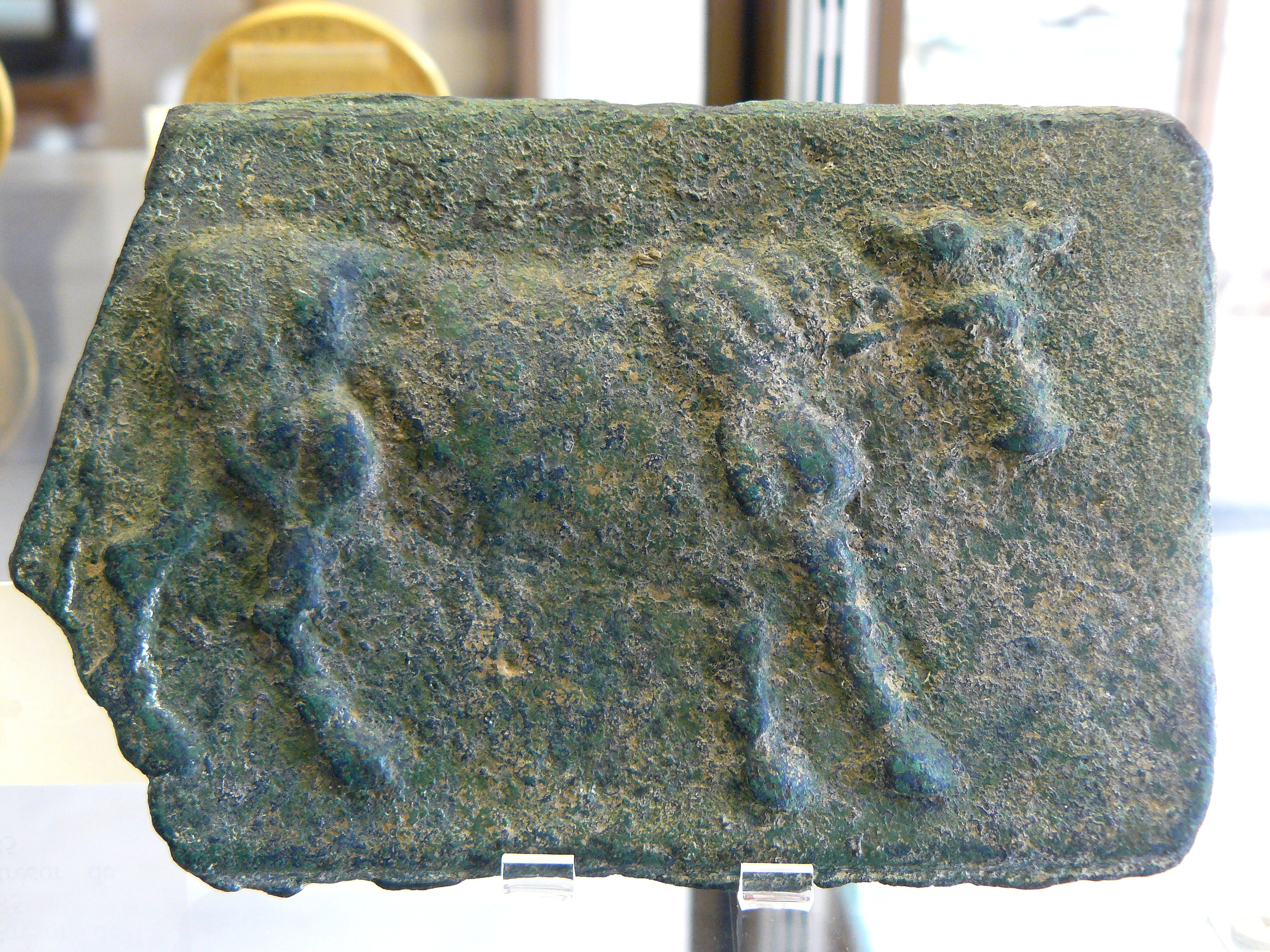
Aes signatum — слиток меди с изображением или орнаментом

- Aes rude
- Aes signatum
- Aes grave

#### Монеты Римской республики
- Либра — счётная денежная единица

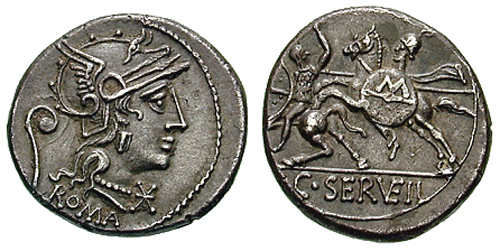
Денарий с символом X

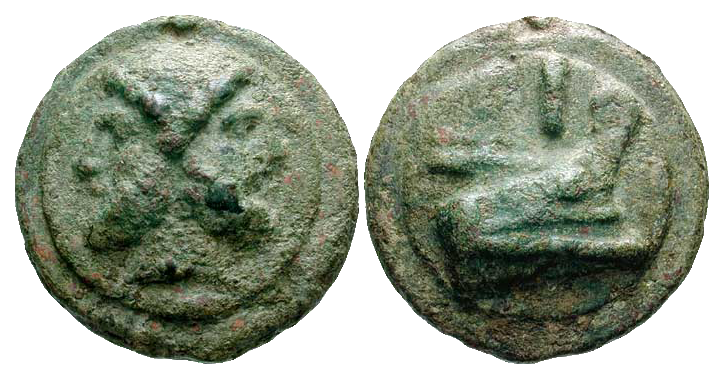
Aes grave — литой асс

- Викториат (драхма) и его производные:
Двойной викториат (квадригат, дидрахма) (2)
Полувикториат (1/2)
- Денарий и его производные:
Квинарий (1/2)
Сестерций (1/4)
- Асс и его производные:
Декуссис (10 ассов)
Квинкуссис (5)
Квадруссис (4)
Трипондий (трессис) (3)
Дупондий (2)
Деункс (11/12) — счётная денежная единица
Декстанс (10/12)
Додранс (9/12)
Бес (8/12)
Септункс (7/12) — счётная денежная единица
Семис (6/12)
Квинкункс (5/12)
Триенс (4/12)
Квадранс (3/12)
Секстанс (2/12)
- Унция и её производные:
Сесунция (1 1/2)
Семунция (1/2)
Квартунция (1/4)

#### Монеты Римской империииВизантии
- Антониниан
- Аргентиус
- Силиква
- Милиарисий
- Ауреус

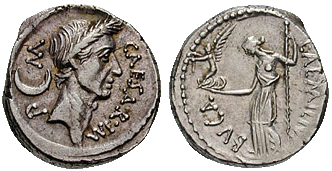
Денарий с портретом Цезаря

- Солид (номизма, безант) и его производные:
Семиссис (семисс, семис) (1/2)
Тремиссис (тремисс, триенс) (1/3)
- Фоллис
- Майорин
- Нуммия
- Центенионалий

### Монеты греческих колоний, эллинистических монархий и римских провинций

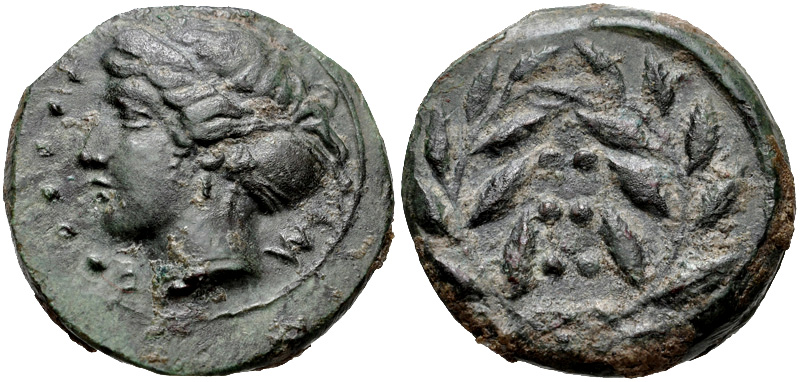
Гемилитрон V века до н. э. 6 точек обозначают номинал монеты

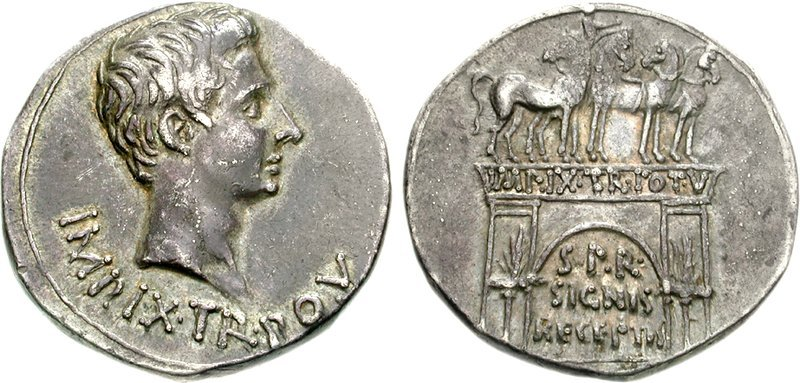
Кистофор с портретом Августа

- Тетрадрахмы
Александринер (александрийская тетрадрахма)
Кистофор (кистофорная тетрадрахма)
- Ассарий (ассарион)
- Литра и её производные:
Гемилитрон (1/2)
Тетрас (1/3)
Гексас (1/6)
Онкиа (1/12)
- Монеты Синдики

#### Монеты Иудеи и Израиля

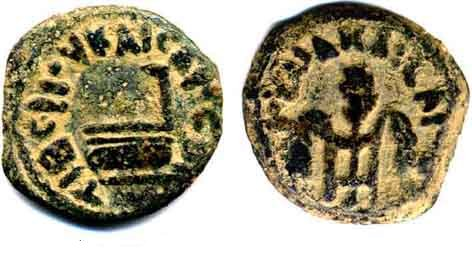
Прута Понтия Пилата
(«Лепта вдовицы»)

- Киккар — см. Талант
- Мане — см. Мина
- Перес, фарес (полмины) — см. Мина
- Сикль (шекель) и его производные:
Нецеф (5/6)
Пим (4/6 = 2/3)
Бека (3/6 = 1/2)
- Гера[англ.] — см. Агора
- Села — см. Тетрадрахма
- Зуз — см. Денарий, Драхма
- Маах (гера)[англ.] — см. Сестерций
- Иссар — см. Ассарий
- Прута — см. Халк

### Прочие монеты
- Биатек
- Колхидка
- Кельтские монеты